# مسلط بن قطنان
مسلط بن قطنان؛ هو أحد فرسان الدولة السعودية الأولى، الذين برزوا في القرن الثالث عشر الهجري في غرب شبه الجزيرة العربية، إذ شغل منصب أمير رنية، وقاد جيوشها، وقد شارك في العديد من المعارك في عصر الدولة السعودية الأولى وحقق انتصارات فيها.

## اسمه ونسبه
مسلط بن قطنان السبيعي شيخ المراغين من الزكور من سبيع من أهل رنية وهم بطن من بني عقيل.

## دوره في الدولة السعودية الأولى
مسلط بن قطنان أحد فرسان الدولة السعودية الأولى، وقد عينه عبد العزيز بن محمد بن سعود أميرًا على رنية وقائداً لجيوشها. في عام 1215هـ/ 1800م تم عقد صلح بين عبد العزيز بن سعود والشريف غالب أمير مكة. إلا أن الشريف غالب نقض الصلح بعد عام وهاجم نجد والدرعية، على إثر ذلك أرسل أمير الطائف، عثمان المضايفي إلى عبد العزيز بن سعود ليبلغه عن نية الشريف غالب. فاستجاب عبد العزيز بن سعود بإرسال قادة الجيوش السعودية، وكان من بينهم مسلط بن قطنان الذي قاد قوة من سبيع المستوطنة في رنية. نجحت القوات السعودية في معركة الطائف عام 1217هـ/ 1802م.
شارك مسلط بن قطنان في معركة بسل ضد القوات العثمانية على الأراضي السعودية عام 1230هـ/ 1815م.